# Julie and the Phantoms
『Julie and the Phantoms』（ジュリー・アンド・ザ・ファントムズ）は、2020年に配信されたアメリカ合衆国のテレビドラマシリーズ。幽霊とのバンド活動を描くミュージカル・コメディドラマ。原作・制作はダン・クロス、デヴィッド・ホージ、製作総指揮はケニー・オルテガ、出演はマディソン・レイエスなど。2020年9月10日にNetflixオリジナル作品として全世界へ配信された。

## あらすじ
1年前に亡くなった母親のスタジオで古いCDを再生したジュリー。すると90年代のバンド、サンセット・カーブのメンバー3人が幽霊となって現れた。母の死がきっかけで音楽から離れていたジュリーだったが、音楽の楽しさを思い出して3人とバンドを組むことになる。

## キャスト

### メイン
ジュリー
演 - マディソン・レイエス/日本語吹き替え‐梁純夏
ルーク
演 - チャーリー・ギレスピー/日本語吹き替え‐合田葵
アレックス
演 - オーウェン・ジョイナー/日本語吹き替え‐バトリ勝悟
レジー
演 - ジェレミー・シャダ/日本語吹き替え‐新祐樹
フリン
演 - ジェイダ・マリー/日本語吹き替え‐石川藍
ニック
演 - サシャ・カールソン/日本語吹き替え‐林幸矢
キャリー
演 - サヴァンナ・リー・メイ/日本語吹き替え‐飯野美紗子

### リカーリング
ケイレブ
演 - シャイアン・ジャクソン
Ray Molina
演 - カルロス・ポンセ
Carlos Molina
演 - ソニー・ブスタマンテ
Aunt Victoria
演 - Alison Araya
Mrs. Harrison
演 - Marci T. House
ウィリー
演 - ブーブー・スチュワート/日本語吹き替え - 徳石勝大

## エピソード
| 通算 話数 | タイトル                                         | 監督             | 脚本                            | 公開日        |
| --------- | ------------------------------------------------ | ---------------- | ------------------------------- | ------------- |
| 1         | "目を覚まして" "Wake Up"                         | ケニー・オルテガ | David Hoge Dan Cross            | 2020年9月10日 |
| 2         | "ブライト" "Bright"                              | Kenny Ortega     | David Hoge Dan Cross            | 2020年9月10日 |
| 3         | "あなたがいなければ" "Flying Solo"               | Paul Becker      | Sean W. Cunningham Marc Dworkin | 2020年9月10日 |
| 4         | "私の中にあふれる音楽" "I Got the Music"         | Kenny Ortega     | Nora Sullivan                   | 2020年9月10日 |
| 5         | "ハリウッドの裏側" "The Other Side of Hollywood" | Kenny Ortega     | David Hoge Dan Cross            | 2020年9月10日 |
| 6         | "ようやく自由になった" "Finally Free"            | Kristin Hanggi   | Sean W. Cunningham Marc Dworkin | 2020年9月10日 |
| 7         | "栄光の近く" "Edge of Great"                     | Kabir Akhtar     | Nora Sullivan Leilani Downer    | 2020年9月10日 |
| 8         | "エミリーに言わぬまま" "Unsaid Emily"            | Kabir Akhtar     | Leah Keith                      | 2020年9月10日 |
| 9         | "堂々と立って" "Stand Tall"                      | Kenny Ortega     | David Hoge Dan Cross            | 2020年9月10日 |

## 製作
2019年4月9日、ケニー・オルテガとNetflixは本作を含む複数年の包括的な契約を締結した。シーズン1の撮影は2019年9月17日からブリティッシュコロンビア州バーナビーで始まり、12月14日に終了した。